# World (canción de Lindita)
«World» (originalmente «Mie Rdaenell Botë» [ˈbɔ.tə]; en español: «Mundo») es una canción compuesta por Klodian Qafoku e interpretada en albanés por Linda]. Fue elegida para representar a Albania en el Festival de la Canción de Eurovisión de 2017 tras ganar la final nacional albanesa, Festivali i Këngës 2016, el 23 de diciembre de 2016.

## Festival de Eurovisión

### Festival de la Canción de Eurovisión 2017
Esta fue la representación albanesa en el Festival de Eurovisión 2017, interpretada por Lindita.
El 31 de enero de 2017 se organizó un sorteo de asignación en el que se colocaba a cada país en una de las dos semifinales, además de decidir en qué mitad del certamen actuarían. Como resultado, la canción fue interpretada en cuarto lugar durante la primera semifinal, celebrada el 9 de mayo de 2017. Fue precedida por Australia con Isaiah Firebrace interpretando «Don't Come Easy» y seguida por Bélgica con Blanche interpretando «City Lights». La canción no fue anunciada entre los diez temas elegidos para pasar a la final, y por lo tanto no se clasificó para competir en esta. Más tarde se reveló que el país había quedado en 14º puesto con 76 puntos.